# Masky (Star Trek: Nová generace)
Masky (v anglickém originále Masks) je v pořadí sedmnáctá epizoda sedmé sezóny seriálu Star Trek: Nová generace.

## Příběh
USS Enterprise D objeví samotářkou kometu, která se zdá být 87 milionů let stará, a zkoumá ji senzory. Brzy zjistí, že uvnitř komety se nachází jakási obrovská struktura, která poslala po signálu senzorů Enterprise zpětnovazební signál, který způsobí, že se v lodním počítači začnou objevovat podivné symboly a replikátory začnou znenadání produkovat neméně podivné artefakty. Tyto události začnou nabírat na intenzitě a mají evidentní vliv na Data, ve kterém se začne projevovat vícero osobností. Ačkoliv zpočátku posádka pokračuje ve skenování oné struktury v naději, že zjistí, jak probíhající změny na lodi zastavit či zvrátit, brzy zjistí, že jejich pokusy o nápravu jsou znemožňovány probíhajícími změnami. Kapitán Picard poznamená, že je třeba porozumět významu oněch artefaktů, a jde si promluvit s různými osobnostmi v Datovi, aby se dozvěděl více.
Dozvídá se, že se probouzí kdosi nazývaný Masaka a jediný, kdo ji může zvládnout, je Korgano, lovec. Jedna z osobností v Datovi řekne, že Masaka se objeví až když jí bude postaven chrám a ukáže mu symbol, který jej představuje. Když posádka lodi vložením tohoto symbolu do počítače způsobí, že se chrám na lodi skutečně objeví, naleznou v něm symboly Masaky i Korgana. Nedlouho poté sem přijde Dat s maskou Masaky, kterou vytvořil, a prohlásí se za ní. Je nutné najít Korgana. Stejně, jako byl vytvořen chrám, se po zadání symbolu Korgana objeví maska, která jej představuje. Picard si ji nasadí a jde si s Datem promluvit. Přesvědčí osobnost reprezentující Masaku, aby šla spát a že jejich lov může pokračovat až další den. Jakmile Masaka usne, všechny změny na palubě Enterprise se vrátí do původního stavu. Včetně Data.